# Боярышник жёлтый
Боярышник жёлтый (лат. Crataegus flava) — дерево, вид рода Боярышник (Crataegus) семейства Розовые (Rosaceae).

## Распространение и экология
В природе ареал вида охватывает юго-восточные районы США — штаты Алабама, Флорида, Джорджия, Виргиния, Северная и Южная Каролина.
Произрастает на сухих склонах песчаных холмов.

## Ботаническое описание
Дерево высотой 4,5—6 м и со стволом диаметром до 20—25 см, покрытым тёмно-коричневой тонко-ребристой корой. Ветви восходящие, образуют несимметричную крону, достигающую 6 м в диаметре; молодые побеги слегка угловатые, тёмно-зелёные с красным оттенком, позднее красно-коричневые и, наконец, тёмно-серо-коричневые. Колючки тонкие, почти прямые, ярко-каштаново-коричневые, длиной 2,5 см.
Листья широкояйцевидные или эллиптические, с острой или притуплённой вершиной и клиновидным основанием, крупно-зубчато-пильчатые, длиной 2—6 см, шириной 1,2—5 см, на длинных побегах слегка лопастные и длиной до 7,6 см, тонкие; молодые опушённые с обеих сторон, с бронзовым оттенком; позднее светло-зелёные, сверху голые, снизу опушённые. Черешки железистые, крылатые, длиной 0,5—1,5 (до 3,5) см; прилистники серповидные, крупно-железисто-зубчатые.
Соцветия щитковидные, 3—7-цветковые. Цветки диаметром 1,5—1,8 см, на слабо опушённых цветоножках длиной 0,5—2 см; лепестки белые; чашелистики железисто-пильчатые, гипантий голый. Тычинок 15—20, с пурпурными пыльниками; столбиков 3—5.
Плоды пониклые, грушевидные или коротко-эллипсоидальные, тёмно-оранжево-коричневые, длиной 12—16 мм, диаметром 9—12 мм, с плотной сухой или мучнистой оранжевой мякотью. Косточки в числе 4—5, длиной около 6 мм, по спинке неглубоко ребристые.
Цветение в апреле — мае. Плодоношение в октябре, плоды по созревании быстро опадают.

## Таксономия
Вид Боярышник жёлтый входит в род Боярышник (Crataegus) трибы Pyreae подсемейства Спирейные (Spiraeoideae) семейства Розовые (Rosaceae) порядка Розоцветные (Rosales).
|  |                                      |  |                                                              |                                                              |                   |  | ещё 8 семейств (согласно Системе APG III) | ещё 8 семейств (согласно Системе APG III)    |                                              |  |  |  | ещё 7 триб (согласно Системе APG III)         | ещё 7 триб (согласно Системе APG III)         |  |  |  |  | ещё от 200 до 300 видов | ещё от 200 до 300 видов |
|  |                                      |  |                                                              |                                                              |                   |  | ещё 8 семейств (согласно Системе APG III) | ещё 8 семейств (согласно Системе APG III)    |                                              |  |  |  | ещё 7 триб (согласно Системе APG III)         | ещё 7 триб (согласно Системе APG III)         |  |  |  |  | ещё от 200 до 300 видов | ещё от 200 до 300 видов |
|  |                                      |  |                                                              | порядок Розоцветные                                          |                   |  |                                           |                                              | подсемейство Спирейные                       |  |  |  |                                               | род Боярышник                                 |  |  |  |  |                         |                         |
|  |                                      |  |                                                              | порядок Розоцветные                                          |                   |  |                                           |                                              | подсемейство Спирейные                       |  |  |  |                                               | род Боярышник                                 |  |  |  |  |                         |                         |
|  | отдел Цветковые, или Покрытосеменные |  |                                                              |                                                              | семейство Розовые |  |                                           |                                              | триба Pyreae                                 |  |  |  | вид Боярышник жёлтый                          |                                               |  |  |  |  |                         |                         |
|  | отдел Цветковые, или Покрытосеменные |  |                                                              |                                                              |                   |  |                                           |                                              |                                              |  |  |  |                                               |                                               |  |  |  |  |                         |                         |
|  |                                      |  | ещё 44 порядка цветковых растений (согласно Системе APG III) | ещё 44 порядка цветковых растений (согласно Системе APG III) |                   |  |                                           | ещё 8 подсемейств (согласно Системе APG III) | ещё 8 подсемейств (согласно Системе APG III) |  |  |  | ещё около 60 родов (согласно Системе APG III) | ещё около 60 родов (согласно Системе APG III) |  |  |  |  |                         |                         |
|  |                                      |  |                                                              | ещё 44 порядка цветковых растений (согласно Системе APG III) |                   |  |                                           |                                              | ещё 8 подсемейств (согласно Системе APG III) |  |  |  |                                               | ещё около 60 родов (согласно Системе APG III) |  |  |  |  |                         |                         |